# Frode Galatius
Frode Laurids Galatius (1. november 1890 på Frederiksberg – 27. august 1977) var en dansk arkitekt, der primært har sat sit præg på Amager med bygninger i funktionalisme.
Frode Galatius var søn af Frederik Galatius. Han tog svendeprøve som tømrer 1910, arbejdede som tømrersvend 1910-1917 og tog afgang fra Det tekniske Selskabs Skole 1917. Han blev optaget på Kunstakademiet maj 1918 og gik her indtil 1924, mens han var medarbejder på tegnestuer hos forskellige arkitekter 1918-25. Fra 1926 drev han selvstændig virksomhed. Han var medlem af repræsentantskabet og kontrolkomitéen for Kreditforeningen for industrielle Ejendomme og af bestyrelsen for forsk. boligaktieselskaber.

## Værker
- Nordsjællands Bank i Helsinge (1923)
- Tilbygning til Knud Højgaards villa samt opførelse af en pavillon, Lemchesvej 19, Hellerup (1928 og 1929)[1]
- Kirke, sygehus, præstebolig og udsalgssted i Thule (1929, sammen med Einar Rosenstand)
- Ombygning af Amagerbankens Sundbyafdeling (1930)
- A/S Høeghs Lakridsfabrikker, Rodosvej 47 (1930-1939)
- Beboelsesejendommen Filipsgaard (1931)
- Beboelsesejendommen Torvebo (1933)
- Beboelsesejendommene Grønnebo, Højdebo og Jacobsgaard, alle på Sundby Torv (1934)
- Halvhøj boligbebyggelse, Rebekkavej 7A-C, hjørnet af Judithsvej i Hellerup (1933)
- Parkbebyggelserne Søparken (1935) og Vaaren (1941) ved Backersvej og Sorrentovej
- Boligkarré Englandsvej/Lærdalsgade (1935)
- Carl F. Petersens kontor- og lagerbygning, Gammel Køgevej 65 (1935)
- Nordsjællands Bank i Gilleleje (1935)
- Eget hus, Rosavej 5, Klampenborg (1935)
- Amagerbankens søndre afdeling, Amagerbrogade 173 samt ombygning af Amagerbankens hovedafdeling, Amagerbrogade 25 (begge 1936)
- Amagerbankens Dragørafdeling og ombygning af Islands Brygge-afdelingen (1937)
- Bebyggelsen Møllelængen på hjørnet af Amagerbrogade og St. Møllevej (1939)
- Bebyggelsen Englandsvej 40/Peder Lykkes Allé (1939)
- Fabrikbygning for Glent og Co. , Vojensvej 8 (1939)
- Amagerbanens værksteds- og garageanlæg, Kastrup Station (1940, nedrevet)
- Kædehusbebyggelsen Præstebakken ved Virum Stationsvej, Virum (1947)
- Boligbebyggelsen Søgård, Gladsaxe (1950, sammen med Hoff & Windinge)
- Desuden ca. 40 mindre villaer, fortrinsvis i Sundbyerne på Amager, fx Siamvej 21-23 (1933), Italiensvej 14-16 (1934), Tyge Krabbes Vej 3 (1935), Tyge Krabbes Vej 14 (1938) og Birmavej 41 (1941)